# Five Nations 1999
Five Nations 1999 war die letzte Ausgabe des jährlich ausgetragenen Rugby-Union-Turniers Five Nations, das im darauf folgenden Jahr mit der Aufnahme Italiens zu Six Nations erweitert wurde. An fünf Wochenenden zwischen dem 6. Februar und dem 11. April 1999 fanden zehn Spiele statt. Turniersieger wurde Schottland, dank besserer Punktedifferenz.
Wales trug seine Heimspiele im Londoner Wembley-Stadion aus, da die traditionelle Spielstätte, der Cardiff Arms Park, wegen des Baus des benachbarten Millennium Stadium nicht genutzt werden konnte.

## Teilnehmer
| Land       | Stadion             | Stadt       | Trainer            | Kapitän            |
| ---------- | ------------------- | ----------- | ------------------ | ------------------ |
| England    | Twickenham Stadium  | London      | Clive Woodward     | Lawrence Dallaglio |
| Frankreich | Stade de France     | Saint-Denis | Jean-Claude Skrela | Raphaël Ibañez     |
| Irland     | Lansdowne Road      | Dublin      | Warren Gatland     | Keith Wood         |
| Schottland | Murrayfield Stadium | Edinburgh   | Jim Telfer         | Gary Armstrong     |
| Wales      | Wembley Stadium     | London      | Graham Henry       | Rob Howley         |

## Tabelle
|    | Land       | Spiele | Siege | Unent. | Ndlg. | Spiel- punkte | Diff. | Tabellen- punkte |
| -- | ---------- | ------ | ----- | ------ | ----- | ------------- | ----- | ---------------- |
| 1. | Schottland | 4      | 3     | 0      | 1     | 120:79        | + 41  | 6                |
| 2. | England    | 4      | 3     | 0      | 1     | 103:78        | + 25  | 6                |
| 3. | Wales      | 4      | 2     | 0      | 2     | 109:126       | − 17  | 4                |
| 4. | Irland     | 4      | 1     | 0      | 3     | 66:90         | − 24  | 2                |
| 5. | Frankreich | 4      | 1     | 0      | 3     | 75:100        | − 25  | 2                |

## Ergebnisse

### Erste Runde
| 6. Februar 1999 | Irland                     | 9 : 10        | Frankreich                                                         | Lansdowne Road, Dublin Zuschauer: 49.000 Schiedsrichter: Peter Marshall (Australien) |
| 6. Februar 1999 | Straftritte: Humphreys (3) | (6:0) Bericht | Versuche: Dourthe Erhöhungen: Castaignède Straftritte: Castaignède | Lansdowne Road, Dublin Zuschauer: 49.000 Schiedsrichter: Peter Marshall (Australien) |

| 6. Februar 1999 | Schottland                                                                               | 33 : 20        | Wales                                                                  | Murrayfield Stadium, Edinburgh Zuschauer: 67.500 Schiedsrichter: Ed Morrison (England) |
| 6. Februar 1999 | Versuche: Townsend Leslie Murray Tait Erhöhungen: Logan (2) Straftritte: Logan (2) Hodge | (8:13) Bericht | Versuche: James Gibbs Erhöhungen: Jenkins (2) Straftritte: Jenkins (2) | Murrayfield Stadium, Edinburgh Zuschauer: 67.500 Schiedsrichter: Ed Morrison (England) |

### Zweite Runde
| 20. Februar 1999 | England                                                                      | 24 : 21        | Schottland                                        | Twickenham Stadium, London Zuschauer: 75.000 Schiedsrichter: David McHugh (Irland) |
| 20. Februar 1999 | Versuche: Beal Luger Rodber Erhöhungen: Wilkinson (3) Straftritte: Wilkinson | (17:7) Bericht | Versuche: Tait (2) Townsend Erhöhungen: Logan (3) | Twickenham Stadium, London Zuschauer: 75.000 Schiedsrichter: David McHugh (Irland) |

| 20. Februar 1999 | Wales                                                                       | 23 : 29        | Irland                                                                                             | Wembley Stadium, London Zuschauer: 76.000 Schiedsrichter: Scott Young (Australien) |
| 20. Februar 1999 | Versuche: Howarth Quinnell Erhöhungen: Jenkins (2) Straftritte: Jenkins (3) | (6:16) Bericht | Versuche: Maggs Wood Erhöhungen: Humphreys (2) Straftritte: Humphreys (3) Dropgoals: Humphreys (2) | Wembley Stadium, London Zuschauer: 76.000 Schiedsrichter: Scott Young (Australien) |

### Dritte Runde
| 6. März 1999 | Frankreich                                                                                 | 33 : 34         | Wales                                                                             | Stade de France, Saint-Denis Zuschauer: 78.724 Schiedsrichter: Jim Fleming (Schottland) |
| 6. März 1999 | Versuche: Ntamack (3) Castaignède Erhöhungen: Castaignède (2) Straftritte: Castaignède (3) | (18:28) Bericht | Versuche: James Quinnell Charvis Erhöhungen: Jenkins (2) Straftritte: Jenkins (5) | Stade de France, Saint-Denis Zuschauer: 78.724 Schiedsrichter: Jim Fleming (Schottland) |

| 6. März 1999 | Irland                         | 15 : 27        | England                                                                                    | Lansdowne Road, Dublin Zuschauer: 49.000 Schiedsrichter: Paddy O’Brien (Neuseeland) |
| 6. März 1999 | Straftritte: Humphreys Dempsey | (9:11) Bericht | Versuche: Perry Rodber Erhöhungen: Wilkinson Straftritte: Wilkinson (4) Dropgoals: Grayson | Lansdowne Road, Dublin Zuschauer: 49.000 Schiedsrichter: Paddy O’Brien (Neuseeland) |

### Vierte Runde
| 20. März 1999 | England                | 21 : 10       | Frankreich                                                       | Twickenham Stadium, London Zuschauer: 75.000 Schiedsrichter: Colin Hawke (Neuseeland) |
| 20. März 1999 | Straftritte: Wilkinson | (9:0) Bericht | Versuche: Comba Erhöhungen: Castaignède Straftritte: Castaignède | Twickenham Stadium, London Zuschauer: 75.000 Schiedsrichter: Colin Hawke (Neuseeland) |

| 20. März 1999 | Schottland                                                                    | 30 : 13         | Irland                                                               | Murrayfield Stadium, Edinburgh Zuschauer: 67.500 Schiedsrichter: W. D. Bevan (Wales) |
| 20. März 1999 | Versuche: Murray Townsend Grimes Erhöhungen: Logan (2) Straftritte: Logan (2) | (15:10) Bericht | Versuche: Humphreys Erhöhungen: Humphreys Straftritte: Humphreys (2) | Murrayfield Stadium, Edinburgh Zuschauer: 67.500 Schiedsrichter: W. D. Bevan (Wales) |

### Fünfte Runde
| 10. April 1999 | Frankreich                                                                      | 22 : 36         | Schottland                                                                  | Stade de France, Saint-Denis Zuschauer: 78.500 Schiedsrichter: Clayton Thomas (Wales) |
| 10. April 1999 | Versuche: Ntamack Dominici Juillet Erhöhungen: Aucagne (2) Straftritte: Aucagne | (22:33) Bericht | Versuche: Tait (2) Townsend Leslie Erhöhungen: Logan (4) Straftritte: Logan | Stade de France, Saint-Denis Zuschauer: 78.500 Schiedsrichter: Clayton Thomas (Wales) |

| 11. April 1999 | Wales                                                                    | 32 : 31         | England                                                                          | Wembley Stadium, London Zuschauer: 76.000 Schiedsrichter: André Watson (Südafrika) |
| 11. April 1999 | Versuche: Howarth Gibbs Erhöhungen: Jenkins (2) Straftritte: Jenkins (6) | (25:18) Bericht | Versuche: Luger Hanley Hill Erhöhungen: Wilkinson (2) Straftritte: Wilkinson (4) | Wembley Stadium, London Zuschauer: 76.000 Schiedsrichter: André Watson (Südafrika) |